# Asplundia gardneri
Asplundia gardneri là một loài thực vật có hoa trong họ Cyclanthaceae. Loài này được (Hook.) Harling miêu tả khoa học đầu tiên năm 1954.